# Wiktorija Ptaschnyk

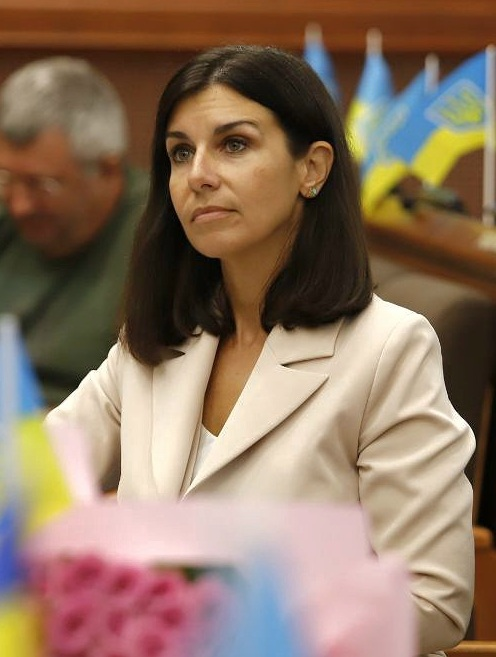
Wiktorija Ptaschnyk, 2023

Wiktorija Jurijiwna Ptaschnyk (* 1. Januar 1983 in Kiew) ist eine ukrainische Juristin und Politikerin der Partei Samopomitsch.

## Lebenslauf
Ptaschnyk studierte bis 2006 an der Juristischen Fakultät, Fachgebiet Rechtswissenschaft der Nationalen Taras-Schewtschenko-Universität in Kiew und war anschließend als Anwältin tätig. Im September 2013 wurde sie Mitbegründerin und Partnerin einer Rechtsanwaltskanzlei.
2014 wurde sie Mitglied der neu gegründeten, liberalen Partei Selbsthilfe und kandidierte bei der Parlamentswahl in der Ukraine 2014 auf Listenplatz 23 für einen Sitz im ukrainischen Parlament. Nachdem ihre Partei mit 10,97 % der Stimmen 34 Sitze im Parlament erringen konnte, ist sie seit dem 27. November 2014 Abgeordnete der Werchowna Rada und dort unter anderem im Ausschuss für Wirtschaftspolitik.
Am 31. August 2015 wurde sie aus der Fraktion der „Selbsthilfe“ ausgeschlossen.
Sie lebt in Kiew, ist mit einem Rechtsanwalt verheiratet und hat einen Sohn.